# CiteULike
CiteULike est une application web gratuite de gestion bibliographique, dédiée principalement à l'organisation des publications scientifiques par les chercheurs et étudiants. Le site a été lancé en octobre 2004, à l'Université de Manchester. Ses créateurs ont annoncé en février 2019 qu'ils ne pouvaient plus assurer le maintien du site et qu'il fermerait définitivement le 30 mars 2019.